# Orienteering Association of Hong Kong
Der Orientierungslaufverband Hongkongs (Langzeichen: 香港定向總會; englisch Orienteering Association of Hong Kong, OAHK) ist der  Orientierungslaufverband der chinesischen Sonderverwaltungszone Hongkong. Er wurde 1981 gegründet und ist Vollmitglied des Internationalen Orientierungslaufverbandes (IOF).

## Geschichte
Nach der Gründung 1981 und der Aufnahme in die IOF 1982 richtete Hongkong 1988 einen Wettkampf des Orientierungslauf-Weltcups aus. Der Verband hat seinen Sitz im Stadtteil Causeway Bay. Dem Verband gehören 25 Vereine sowie 16 weitere Gruppen an (Stand 2013). An Weltmeisterschaften nimmt Hongkong seit 1985 teil und konnte als bestes Resultat im Einzel einen 48. Platz im Herrensprint 2003 von Siu Tung Hui und in der Staffel einen 20. Platz der Frauen 2005 verbuchen.

## Ausgetragene Veranstaltungen
- 1988: Wettkampf des Orientierungslauf-Weltcups
- 1998: Wettkampf der Park World Tour